# Новая синагога (Ополе)

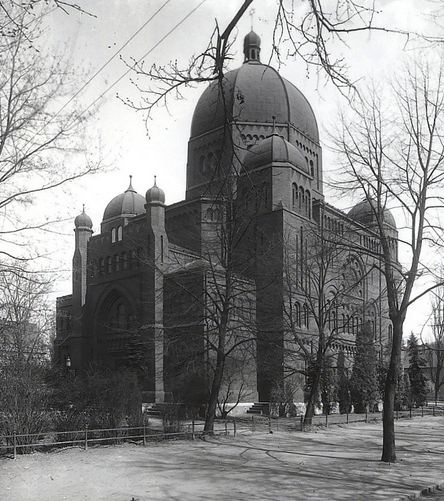
Фотография 1930 года

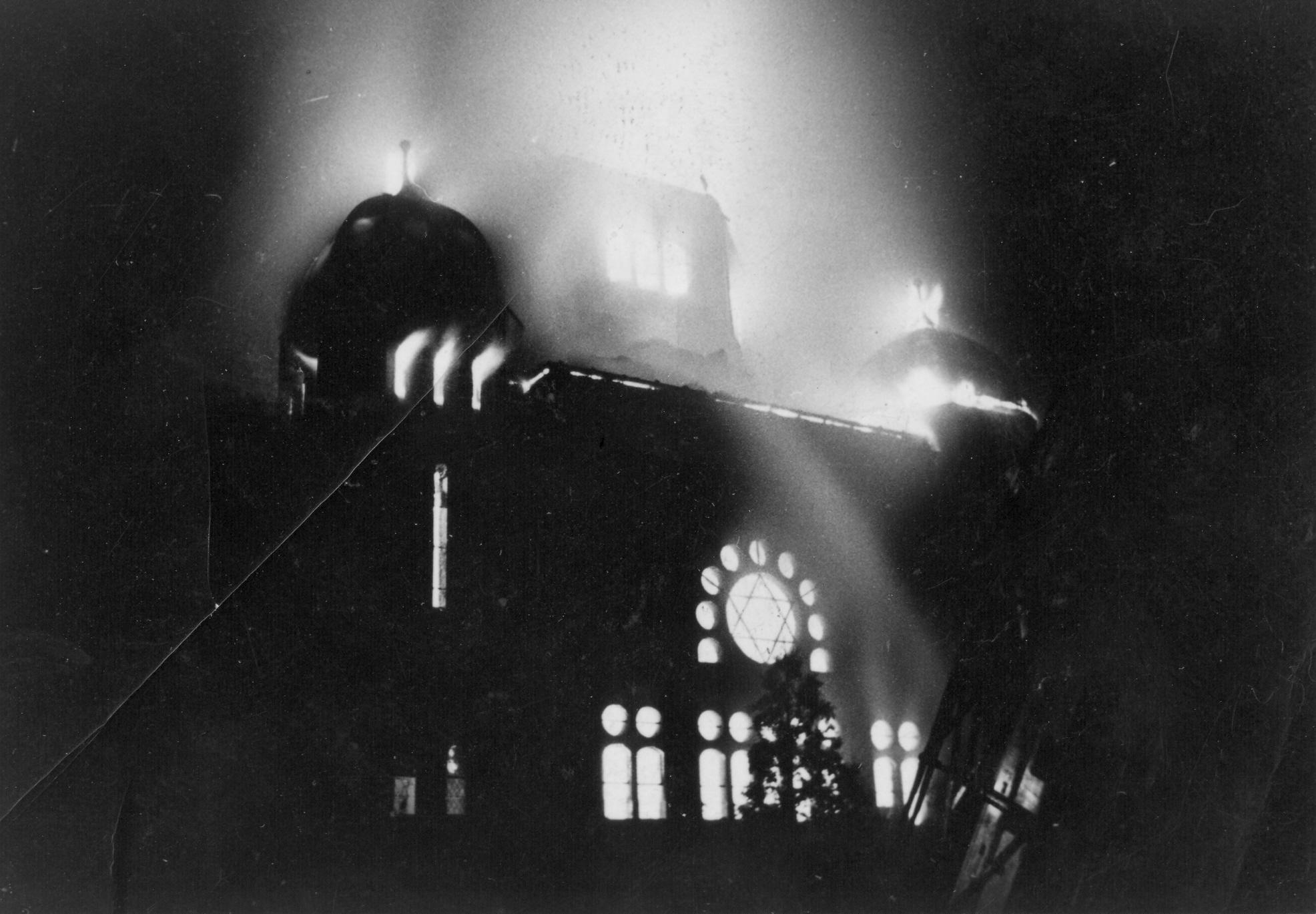
Синагога, подожженная в Хрустальную ночь 1938 года

Новая синагога в Ополе была построена в 1897 году (когда город входил в состав Германской империи) на острове Пасека на Гафенштрасе (сейчас улица Пястовская). Её построили в неомавританском стиле для местной общины (большинство членов которой относилось к реформатскому иудаизму) по планам вроцлавского архитектора Феликса Генри. Она заменила Старую синагогу на Госпитальной улице (до 1945 года — Госпитальштрассе) в Ополе.

## История
Архитектор Генри первоначально спроектировал пристройку к старой синагоге на Госпитальштрассе в Старом городе Оппельна (сейчас Ополе) в 1893 году. Но в том же году еврейская община решила построить новое здание. В 1893 году был приобретен участок в Вильгельмстале на острове Пасека, который в 1899 году вошёл в состав города Опельн.
Весной 1894 г. началось строительство новой синагоги. Ответственным за выполнение работ был опольский мастер-каменщик Э. Шмидт. Из-за сыпучей и влажной почвы строительство столкнулось с трудностями и было завершено только в 1897 году.
В понедельник, 21 июня 1897 года, состоялась прощальная вечерняя служба в старой синагоге на Госпитальштрассе, после чего свитки Торы были перенесены в новую синагогу на Гафенштрассе. На следующий день состоялась торжественная инаугурация синагоги.
С 1917 по 1928 год Давид Брауншвайгер работал раввином в Ополе.
В ночь погрома 9 ноября 1938 г. г. нацисты заставили раввина Ганса Гиршберга поджечь синагогу собственноручно. Руины снесли к 1939 году.
В 1960-х на месте синагоги было построено школьное здание. В 1998 году была установлена мемориальная доска.

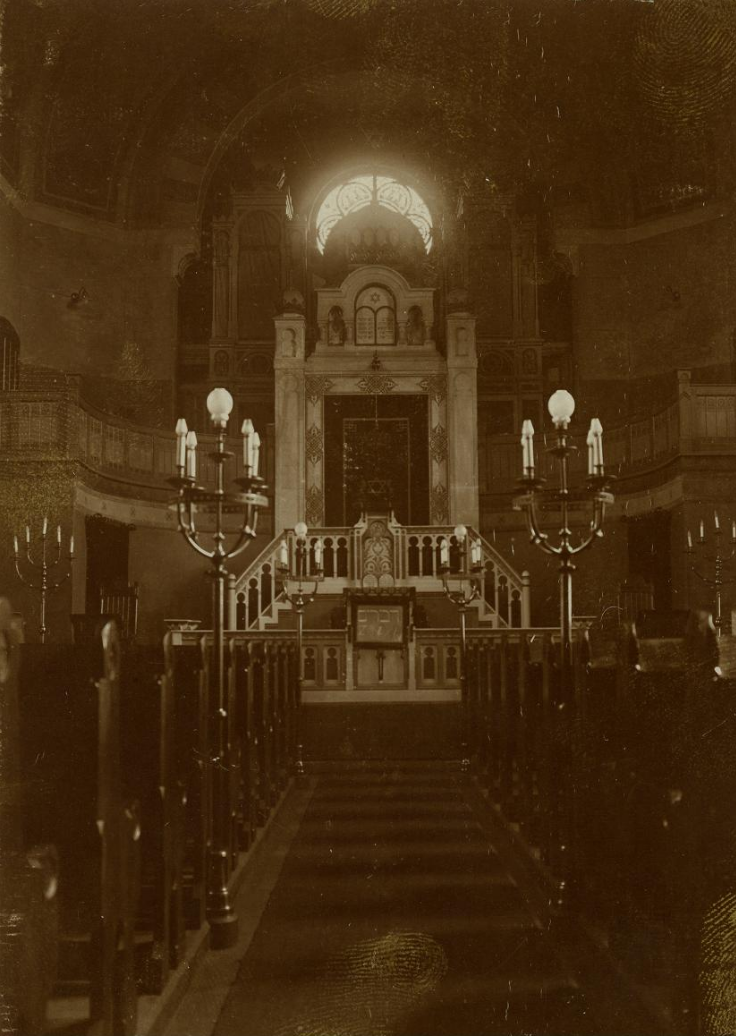
Внутренний вид синагоги
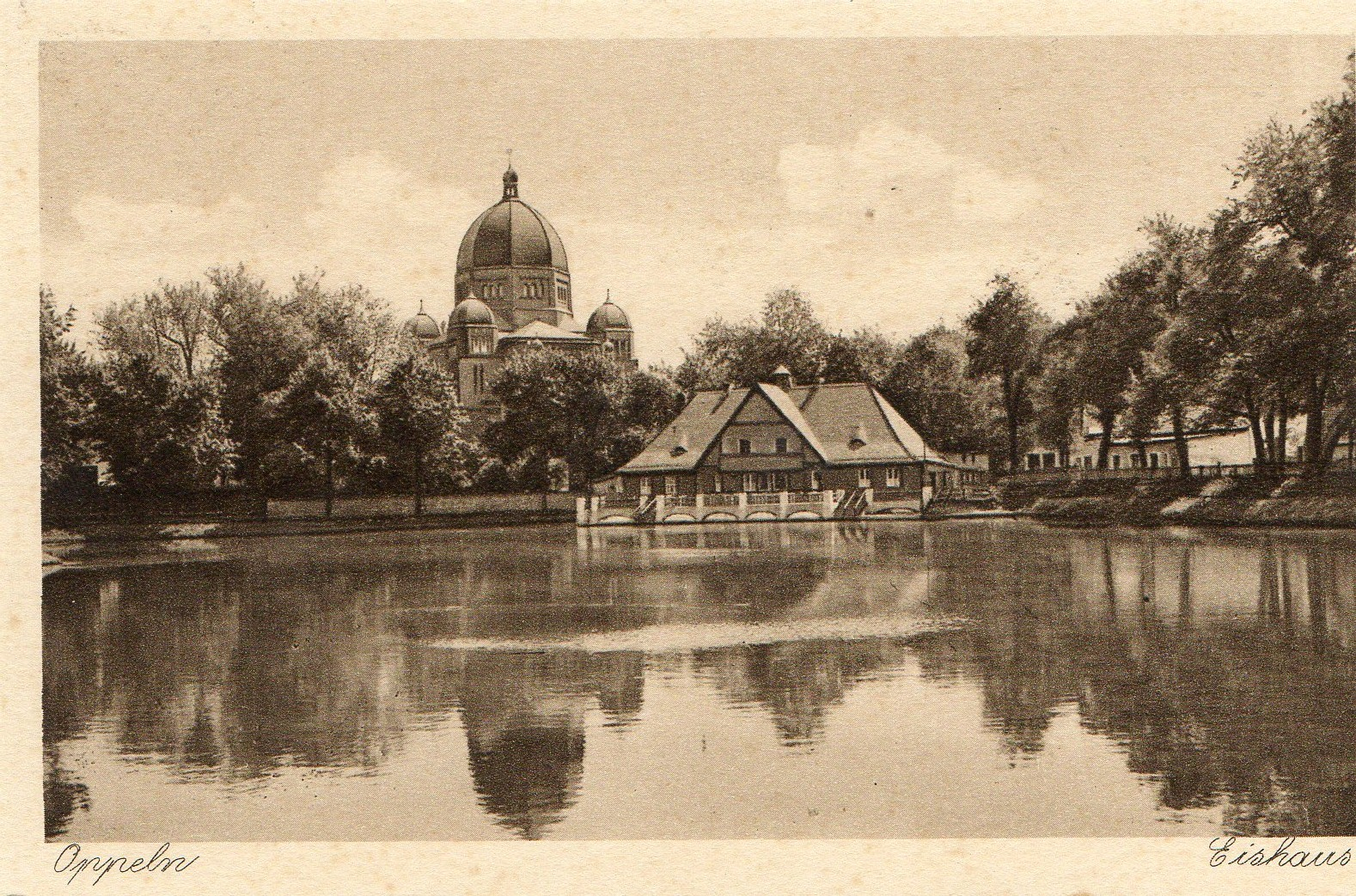
Вид со стороны пруда (на переднем плане – Ледовый дом)
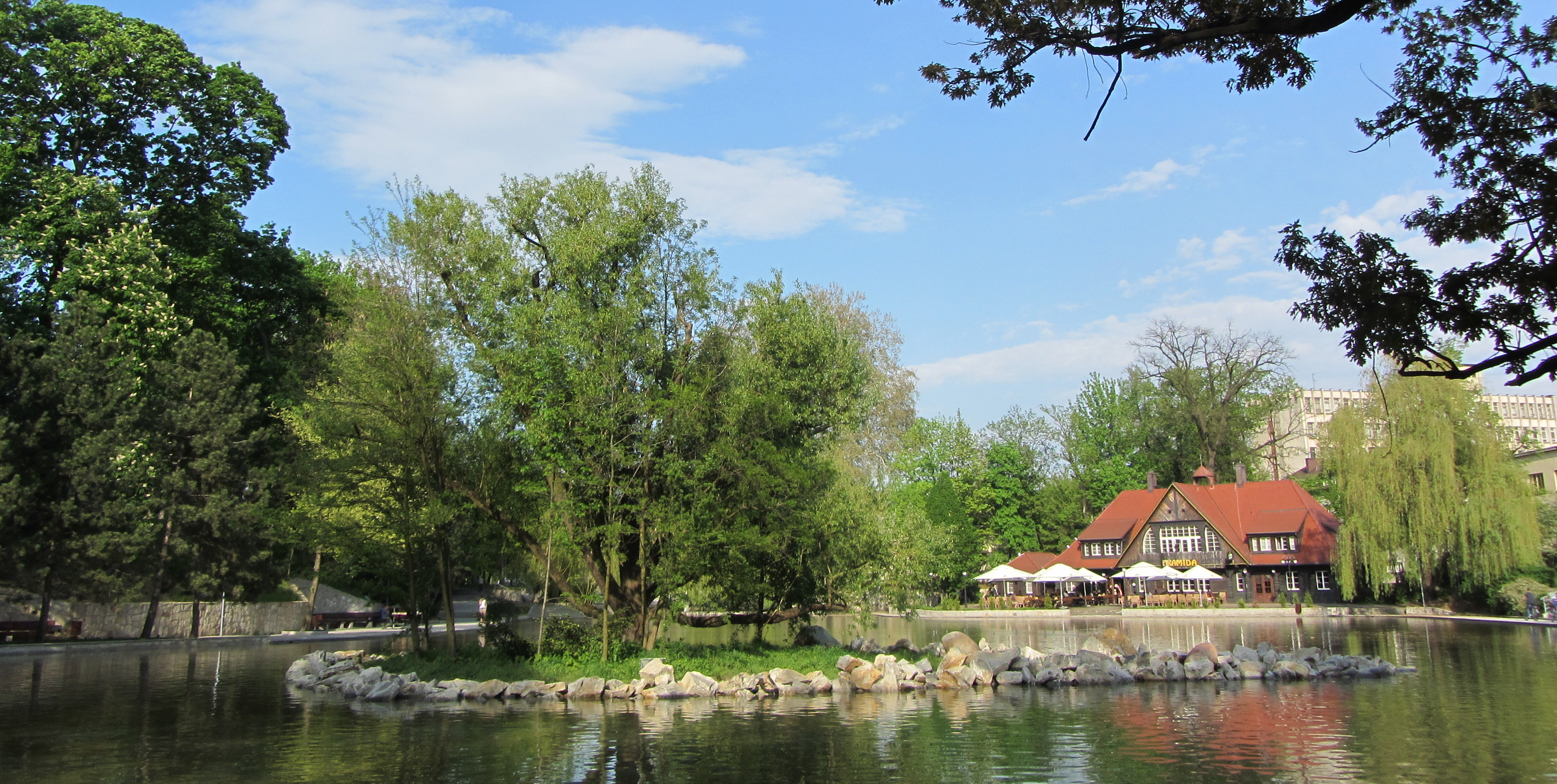
Современный вид пруда с той же перспективы
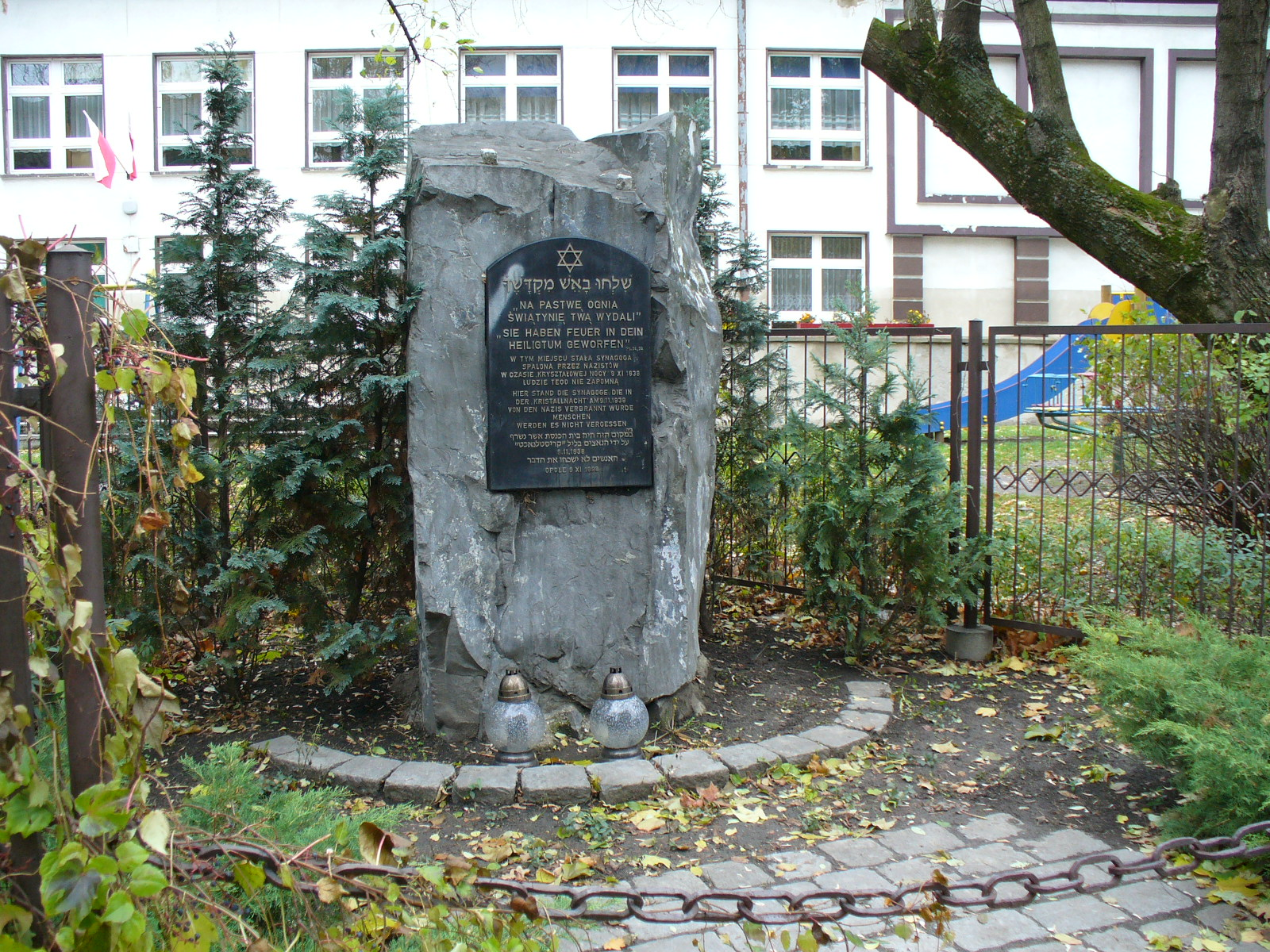
В 1998 году построен памятный камень
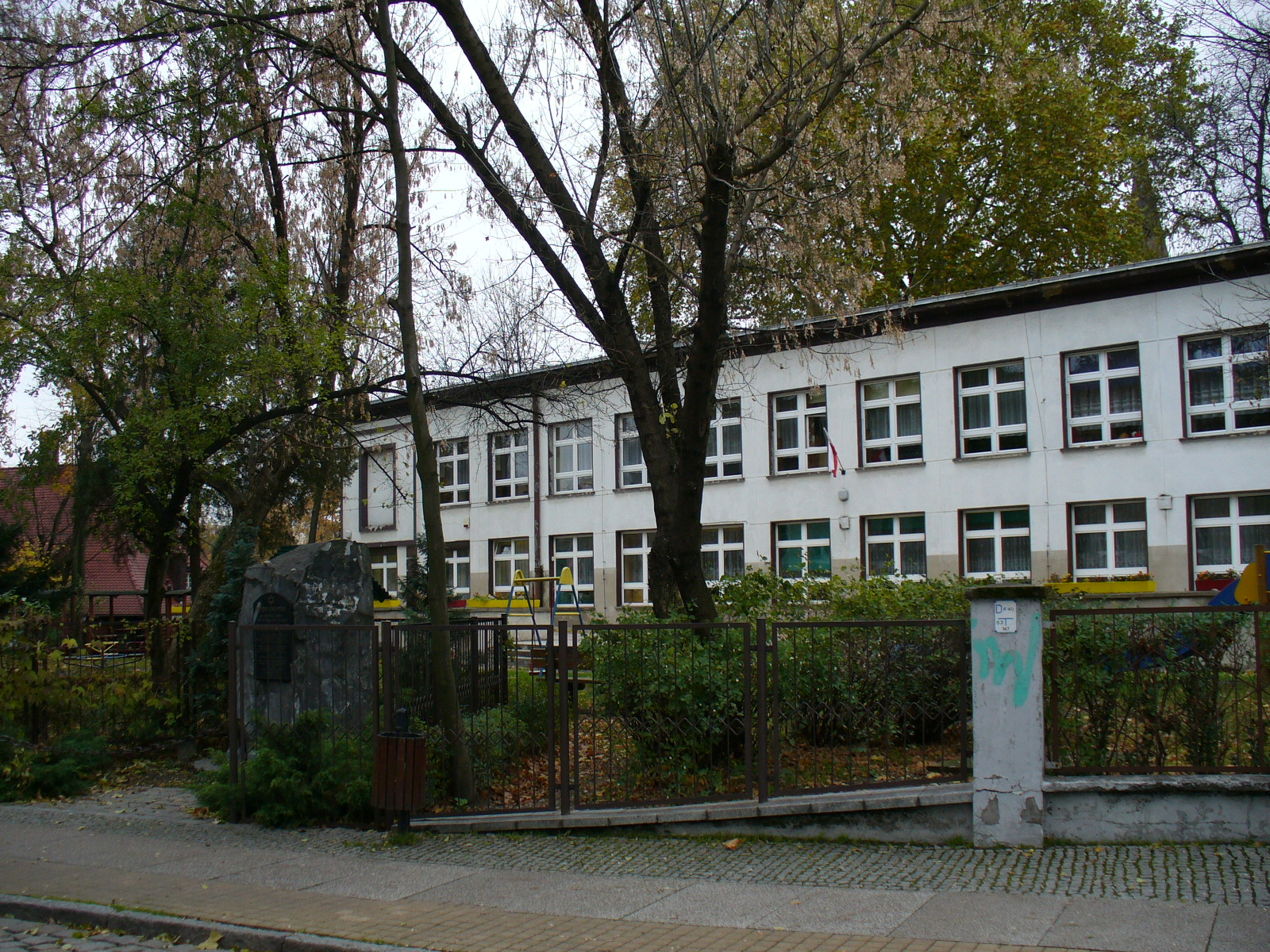
Современный вид места, где находилась синагога